# Manuel Álvarez Bravo
Manuel Álvarez Bravo (Cidade do México, 4 de fevereiro de 1902 - 19 de outubro de 2002) foi um fotógrafo e cinefotógrafo mexicano.

## Biografia

### Início
Álvarez Bravo nasceu na Cidade de México em 4 de fevereiro de 1902. Seu pai era professor mas seguiu trabalhando com pintura, fotografia e escrita, produzindo várias obras de teatro e seu avô era um criador de retratos profissional. Devido a isto, Álvarez Bravo foi exposto cedo ao meio. Cresceu no centro histórico da Cidade de México atrás da Catedral, num dos muitos edifícios coloniais convertidos em apartamentos para as classes média e baixa da cidade. Tinha oito anos quando começou a Revolução Mexicana. Pôde escutar disparos e encontrou-se com cadáveres quando era menino. Isto teria um efeito em sua fotografia mais tarde.
De 1908 a 1914 Alvarez Bravo cursou o ensino primário no internato Patricio Sanz em Tlalpan, mas teve que abandonar a escola aos doze anos quando seu pai morreu. Trabalhou como empregado numa fábrica têxtil francesa durante um tempo, e depois no Departamento do Tesouro mexicano. Estudou contabilidade pela noite durante um tempo, mas depois alterou para aulas de arte na Academia de San Carlos. Álvarez Bravo conheceu  Hugo Brehme em 1923 e comprou sua primeira câmera em 1924. Começou a experimentar com ela, com alguns conselhos de Brehme e assinaturas de revistas de fotografia. Em 1927, conheceu à fotógrafa Tina Modotti. Álvarez Bravo tinha admirado o trabalho de Modotti em revistas como Forma e Mexican Folkways inclusive antes de se conhecerem. Ela o apresentou a vários intelectuais e artistas na Cidade de México, incluindo o fotógrafo Edward Weston, que o animou a continuar com o oficio.
Durante sua vida, Alvarez Bravo casou-se três vezes, com três fotógrafas por direito próprio. Sua primeira esposa foi Lola Alvarez Bravo, com quem casou-se em 1925, justo quando começava sua carreira como fotógrafo independente. Ele lhe ensinou a arte mas ela não atingiu o renome que ele tinha. Tiveram um filho, Manuel e separaram-se em 1934. Sua segunda esposa foi Doris Heyden e sua terceira foi a fotógrafa francesa Colette Álvarez Urbajtel.
Em 1973 doou sua coleção pessoal de fotografias e câmaras ao Instituto Nacional de Belas Artes. O governo mexicano comprou 400 fotografias adicionais para o Museu de Arte Moderna.
Morreu em 19 de outubro de 2002.

### Carreira profissional
Nesse mesmo ano voltou-se por completo à fotografia e em 1932 realizou sua primeira mostra individual na Galeria Posada. Nessa época compartilhou exposições com o famoso fotógrafo francês Henri Cartier-Bresson nas salas do Palácio de Belas Artes da Cidade de México, fascinando  André Breton, quem descobriu em seu trabalho um surrealismo inato.
A amizade com Breton frutificou na capa do livro Catálogo da exposição Surrealista Internacional (1939) com textos de Breton e em 1935 uma exposição em Paris que seria transcendental em sua trajetória.
Em 1936 expôs na Galeria Hipocampo do poeta mexicano Xavier Villaurrutia. Durante este período se adentrou na experiência de novas soluções que o apartaram por completo da linguagem visual desenvolvida pelos fotógrafos que o antecederam, empregando elementos que dão maior ênfase à capacidade para evocar imagens, através dos sugestivos títulos de suas fotografias, baseadas na cultura e na tradição mexicanas, que denotam uma grande perspicácia e, em ocasiões, um fino sentido do humor.
A década de quarenta marcou o início de Álvarez Bravo no mundo do cinema com !Que Viva México! (Sergei Eisenstein, 1930), e participou em filmagens com personalidades como John Ford e Luis Buñuel. Assim mesmo, em 1944, foi realizador do longa-metragem Tehuantepec, e dos currtas Los tigres de Coyoacán, La vida cotidiana de los perros, ¿Cuánta será la oscuridad? (com o escritor José Revoltas) e El obrero (com o também escritor Juan da Cabada). É nesta década quando consolida sua maturidade artística (que ainda perdura), mediante recursos tais como a justaposição, o isolamento de detalhes e o ordenamento com rigor geométrico. Isso deu como resultado o manejo simultâneo do familiar e o inesperado, gerando uma ambiguidade que convida ao espectador a ver com novos olhos as coisas quotidianas e a construir seu próprio significado.

### Exposições e prêmios
Durante uma longa trajetória nacional e internacional, Álvarez Bravo acumulou experiências, prêmios, reconhecimentos, exposições, inclusive grande parte de seu trabalho consistiu em reunir e dar a conhecer importantes coleções fotográficas, bem como a criação do Primeiro Museu da Fotografia em México. Dentre seus prêmios destacam-se os seguintes:
- Prêmio Elías Sourasky em Artes.
- Prêmio Nacional de Ciências e Artes no área de Belas Artes pelo governo de México em 1975.[5]
- Condecoração oficial da Ordre dês Arts et Lettres Français, pela França em 1981.
- Prêmio internacional da fundação Hasselblad por Suécia  em 1984.
- Master of Photography do ICP em Nova York, Estados Unidos em 1987.

Uma das salas do Museu de Arte Moderna da Cidade do México levou seu nome entre o ano 2000 e  2006, quando foi considerada imprópria para uso como galeria devido a sérios problemas de climatização e segurança, além de ser muito pequena, pelo que a dita sala voltou à sua função original de escritórios.